# Kittys Beach
Kittys Beach är en strand i Australien. Den ligger i delstaten New South Wales, i den sydöstra delen av landet, omkring 150 kilometer söder om delstatshuvudstaden Sydney.